# Atonurus natalensis
Atonurus natalensis är en insektsart som först beskrevs av Stsl 1855.  Atonurus natalensis ingår i släktet Atonurus och familjen kilstritar. Inga underarter finns listade i Catalogue of Life.